# Édouard Herriot
Édouard Herriot (Troyes, 5 de julio de 1872-Saint-Genis-Laval, 26 de marzo de 1957) fue un político y escritor francés, jefe de gobierno en tres ocasiones durante la Tercera República.

## Biografía
Nacido el 5 de julio de 1872 en Troyes, departamento de Aube, estudió en la Escuela Normal Superior y ejerció el profesorado en Nantes y desde 1902 en Lyon, cuya alcaldía habría de ocupar, logrando grandes beneficios para la ciudad, desde 1905 a 1925 y, tras la II Guerra Mundial, hasta su muerte. A partir de 1910 su labor política  en el ámbito local fue dando paso al nacional, llegando a participar en nueve gabinetes de gobierno y a ser primer ministro en tres ocasiones. Fueron sus principales cargos políticos el de Ministro de Transportes y Obras Públicas, en 1916-1917; Ministro de Educación, en 1926-1928; Presidente del Consejo de Ministros y Ministro de Relaciones Exteriores en 1924-1925, julio de 1926 y de junio a diciembre de 1932; Ministro de Estado, en 1934-1936.  

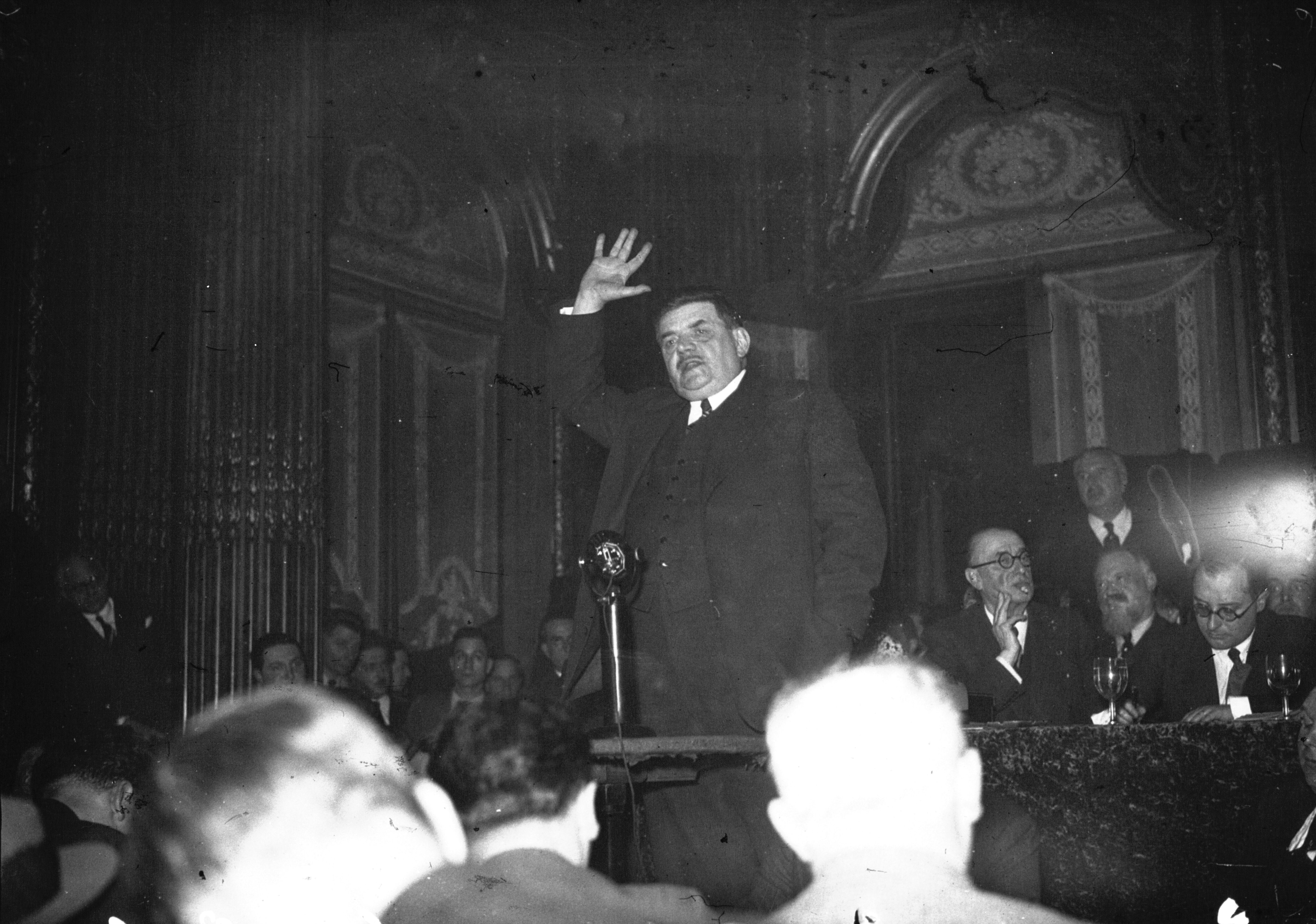
Durante un discurso en 1936.

Reconoció a la Unión Soviética en 1924. También en 1924, durante su presidencia, se aprobó el Plan Dawes. Por su oposición a Pétain, fue detenido en 1942 y liberado en 1944, para ser después deportado a Alemania. Fue testigo del juicio contra Pétain. En 1946 sería diputado radical-socialista y presidente de la Asamblea entre 1947 y 1954, para dimitir en 1956 de su prolongado cargo como jefe del Partido Radical-Socialista. Fue un gran impulsor de las relaciones de entendimiento político y económico con el Reino Unido y defensor de la Liga de las Naciones. 
Además de su actividad política, Édouard Herriot desarrolló labor como escritor. Figuran entre sus obras: Philon le Juif (1897), premiada por la Academia Francesa; Mme. de Recamier et ses amis (1904); Précis d'histoire des lettres françaises (1905); Lyón pendant la guerre (1925); Impressions d'Amérique (1925); Dans le forêt normande (1926); Les Etats-Unis de l'Europe, y otras. Melómano reconocido, Herriot es asimismo autor de una Vie de Beethoven que mereció el elogio de maestros del género biográfico como Chesterton, Maurois o Strachey.

## Reconocimientos
- Collar de la Orden de la República (1932)[2]